# ادلوایز
ادلوایز (روسی: Эдельвейс) ساختمان مسکونی ۴۳ طبقه مستقر در شهر مسکو، روسیه است، که پروژه ساخت آن در سال ۲۰۰۰ آغاز شد و در سال ۲۰۰۳ به بهره‌برداری رسید.